# John Soko
John Soko   (Zàmbia, 5 de maig de 1968 - Libreville, 27 d'abril de 1993) és un exfutbolista zambià de la dècada de 1990.
Fou internacional amb la selecció de futbol de Zàmbia.
Pel que fa a clubs, destacà a Nkana Red Devils.
Va morir en l'accident aeri de la selecció de futbol de Zàmbia de 1993.